# Protoseudyra flava
Protoseudyra flava är en fjärilsart som beskrevs av John Henry Leech 1900. Protoseudyra flava ingår i släktet Protoseudyra och familjen nattflyn. Inga underarter finns listade i Catalogue of Life.